# Lunac
Lunac är en kommun i departementet Aveyron i regionen Occitanien i södra Frankrike. Kommunen ligger  i kantonen Najac som ligger i arrondissementet Villefranche-de-Rouergue. År 2022 hade Lunac 435 invånare.

## Befolkningsutveckling
Antalet invånare i kommunen Lunac
Referens: INSEE